# Pedalonina
Pedalonina is een geslacht van vlinders uit de familie wespvlinders (Sesiidae), onderfamilie Sesiinae.
Pedalonina is voor het eerst wetenschappelijk beschreven door Gaede in 1929. De typesoort is Pedalonina semimarginata.

## Soort
Pedalonina omvat de volgende soort:
- Pedalonina semimarginata Gaede, 1929